# Hohenzollernstraße 130 (Mönchengladbach)

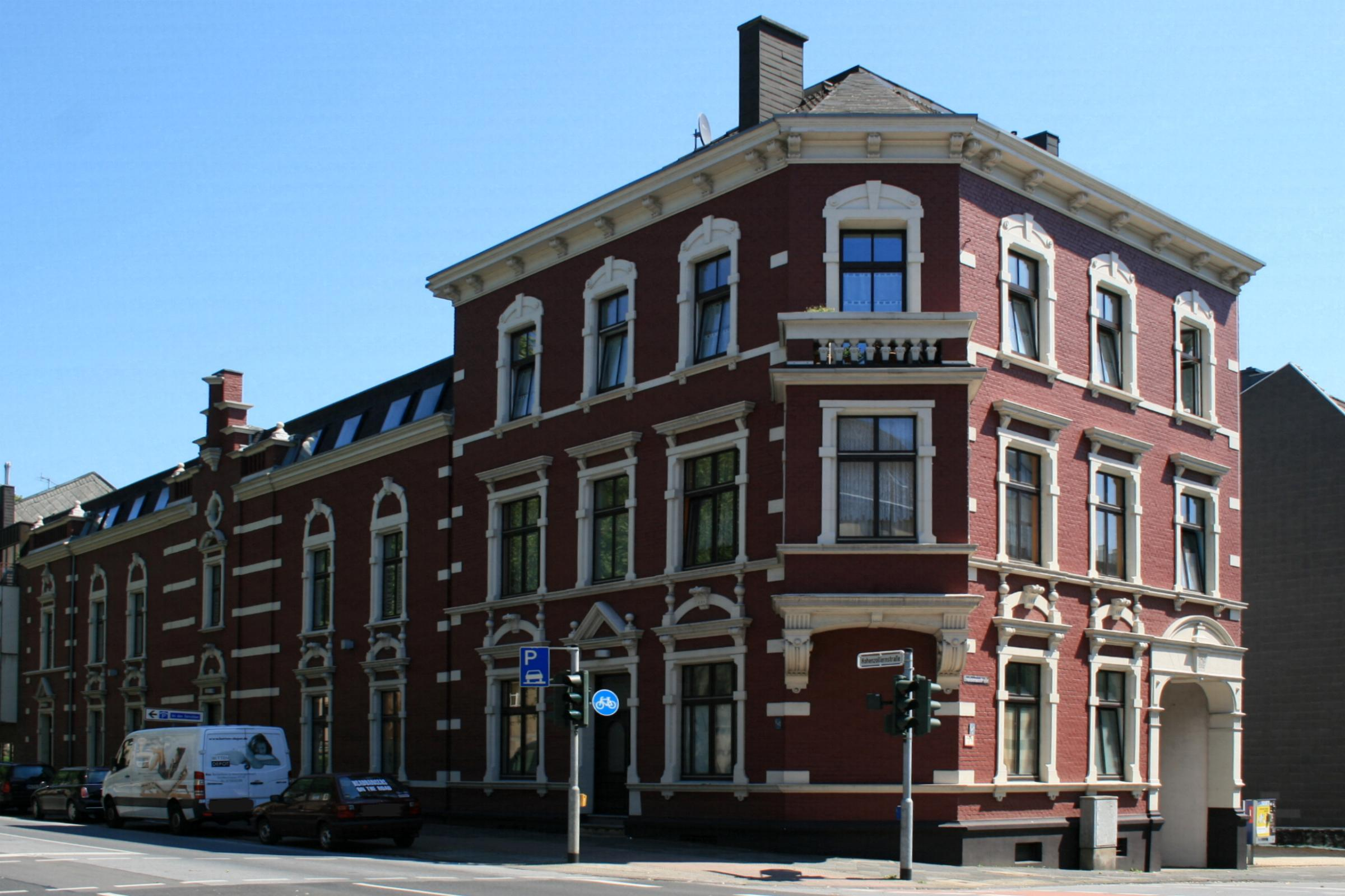
Wohnhaus (2010)

Das Wohnhaus Hohenzollernstraße 130 steht in Mönchengladbach (Nordrhein-Westfalen).
Das Gebäude wurde 1908 erbaut. Es wurde unter Nr. H 002  am 4. Dezember 1984 in die Denkmalliste der Stadt Mönchengladbach eingetragen.

## Architektur
Das sehr langgestreckte Gebäude in Backstein betont die Ecke Gneisenaustraße/Hohenzollernstraße durch ein dreigeschossiges Eckgebäude, während anschließend an der Hohenzollernstraße die Baukörper der Fassade in gleicher Gestaltung zweigeschossig fortgeführt wird mit Mansarddach.